# Challenger de Maspalomas 2022
El torneo Maspalomas Challenger 2022 fue un torneo de tenis perteneció al ATP Challenger Tour 2022 en la categoría Challenger 80. Se trató de la 1ª edición; el torneo tuvo lugar en la ciudad de Maspalomas (España), desde el 28 de noviembre hasta el 4 de diciembre de 2022 sobre pista de tierra batida al aire libre.

## Jugadores participantes del cuadro de individuales
| Favorito | País                       | Jugador              | Rank1 | Posición en el torneo    |
| -------- | -------------------------- | -------------------- | ----- | ------------------------ |
| 1        | Bandera de Serbia          | Dušan Lajović        | 102   | CAMPEÓN                  |
| 2        | Bandera de Alemania        | Yannick Hanfmann     | 131   | Baja                     |
| 3        | Bandera de República Checa | Vít Kopřiva          | 153   | Cuartos de final, retiro |
| 4        | Bandera vacío              | Alexander Shevchenko | 156   | Primera ronda            |
| 5        | Bandera de Bélgica         | Kimmer Coppejans     | 199   | Primera ronda            |
| 6        | Bandera de Bulgaria        | Adrian Andreev       | 207   | Cuartos de final, retiro |
| 7        | Bandera de República Checa | Dalibor Svrčina      | 226   | Primera ronda            |
| 8        | Bandera de Serbia          | Miljan Zekić         | 239   | Primera ronda            |

- 1 Se ha tomado en cuenta el ranking del 21 de noviembre de 2022.

### Otros participantes
Los siguientes jugadores recibieron una invitación (wild card), por lo tanto ingresan directamente al cuadro principal (WC):
- Iñaki Cabrera Bello
- Pablo Llamas Ruiz
- Alejandro Moro Cañas

Los siguientes jugadores ingresan al cuadro principal tras disputar el cuadro clasificatorio (Q):
- Andrey Chepelev
- Moez Echargui
- Imanol López Morillo
- Gian Marco Moroni
- David Pérez Sanz
- Eric Vanshelboim

## Campeones

### Individual Masculino
- Dušan Lajović derrotó en la final a  Steven Diez, 6–1, 6–4

### Dobles Masculino
- Evan King /  Reese Stalder  derrotaron en la final a  Marco Bortolotti /  Sergio Martos Gornés, 6–3, 5–7, [11–9]